# Mesochorus frondosus
Mesochorus frondosus là một loài tò vò trong họ Ichneumonidae.